# Brackland Falls
Brackland Falls är ett vattenfall i Storbritannien.   Det ligger i kommunen Stirling och riksdelen Skottland, i den nordvästra delen av landet, 600 km nordväst om huvudstaden London. Brackland Falls ligger 204 meter över havet.
Terrängen runt Brackland Falls är huvudsakligen kuperad, men åt sydost är den platt. Terrängen runt Brackland Falls sluttar söderut. Runt Brackland Falls är det glesbefolkat, med 17 invånare per kvadratkilometer. Närmaste större samhälle är Dunblane, 16,1 km öster om Brackland Falls. Trakten runt Brackland Falls består i huvudsak av gräsmarker.